# Nikolái Gógol
Nikolái Vasílievich Gógol (en ucraniano: Микола Васильович Гоголь, Mykola Vasýliovych Gógol; en ruso: Николай Васильевич Гоголь; en ocasiones adaptado al español como Nicolás Gógol; Soróchyntsi, Gobernación de Poltava, 20 de marzojul./ 1 de abril de 1809greg. - Moscú; 21 de febrerojul./ 4 de marzo de 1852greg.) fue un escritor ruso de origen ucraniano. Cultivó varios géneros, pero fue notablemente conocido como dramaturgo, novelista y escritor de cuentos cortos. Su obra más conocida es, probablemente, Almas muertas, considerada por muchos como la primera novela moderna en lengua rusa.

## Biografía
Gógol nació en Soróchyntsi, en la gobernación de Poltava (actualmente el pueblo de Velyki Soróchyntsi, en la óblast de Poltava de Ucrania) cerca del río Psel, en el seno de una familia de la baja nobleza rutena de origen cosaco ucraniana. Algunos de sus antepasados se identificaban como parte de la nobleza polaca (Szlachta), debido a la influencia cultural polaca de las clases altas rutenas. Su propio abuelo, Afanasi Gógol, escribió en documentos censales que sus «antepasados, de apellido Gógol, pertenecen a la nación polaca». Sin embargo, su bisabuelo Yan (Iván) Gógol, tras haber estudiado en la Academia de Kiev-Mohyla, institución de fuertes raíces ucranianas y ortodoxas, se trasladó a la parte oriental de Ucrania, más vinculada culturalmente a Moscovia, y se estableció en la región de Poltava, dando lugar a la línea familiar de los Gógol-Yanovski. El propio Gógol consideraba la segunda parte de su apellido «un añadido polaco artificial», usando solo la primera parte, Gógol. Su padre murió cuando el joven Nikolái tenía quince años de edad. Las profundas creencias religiosas de la madre sin duda debieron influir en la visión del mundo de Gógol, muy condicionada también por su entorno familiar de baja nobleza en un medio rural.
Se trasladó a San Petersburgo en 1828 y allí trabajó en un modestísimo empleo de burócrata de la administración zarista. En 1831, conoció a Aleksandr Pushkin, que le ayudó en su carrera como escritor y se hizo amigo suyo. Más adelante, impartió clases de historia medieval en la Universidad de San Petersburgo de 1834 a 1835. Escribió diversos relatos breves cuya acción transcurre en San Petersburgo, como La avenida Nevski, el Diario de un loco, El capote y La nariz. Este último sería adaptado como ópera por Dmitri Shostakóvich. Sin embargo, sería su comedia El inspector, publicada en 1836, la que lo convertiría en un escritor conocido. El tono satírico de la obra, que comparte con otros de sus escritos, generó una cierta controversia, y Gógol emigró a Roma.
Gógol pasó casi cinco años viviendo en Italia y Alemania, viajando también algo por Suiza y Francia. Fue durante este periodo cuando escribió Almas muertas, cuya primera parte se publicó en 1842, y la novela histórica Tarás Bulba, protagonizada por el cosaco del mismo nombre y ambientada en el siglo XVI en tierras ucranianas y que estaban parcialmente ocupadas por los polacos. Se dice que la idea de la trama de Almas muertas le habría sido sugerida a Gógol por Pushkin. En 1848, Gógol hizo una peregrinación a Jerusalén, impulsado por sus profundas creencias cristianas ortodoxas. Tras volver de Jerusalén, Gógol decidió abandonar la literatura para concentrarse en la religión, bajo la influencia del sacerdote ortodoxo Padre Konstantínovski. Entonces, Gógol quemó lo que había escrito de la segunda parte de Almas muertas diez días antes de su muerte el 21 de febrero/4 de marzo de ese año en Moscú. Algunos fragmentos de esa segunda parte de Almas muertas sobrevivieron a la quema y han sido publicados. 

Es importante decir que esta segunda parte de Almas muertas en verdad iba a llamarse Almas blancas. Relata el poeta argentino Luis Tedesco: 
Gógol un hombre perfectamente instalado en la corte zarista había escrito Almas muertas como un feroz fresco sobre sus contemporáneos pudientes. Cuando se le reprocha ese ataque, imprevisible en alguien de su posición, Gógol comienza a escribir una segunda parte de su novela a la que titularía Almas Blancas con el propósito consciente de revertir su visión anterior. Cuenta entonces (Gógol), que mientras estaba describiendo en trazos benévolos la conducta de sus personajes, la pluma se le desviaba hacia el grotesco, hacia la denuncia, hacia la disección de una sociedad viciada de corrupción. Así, las Almas Blancas nunca se publicó ya que Gógol quemó lo mucho o poco que llevaba escrito en la chimenea de su confortable cuarto de trabajo.
Sus últimos cuatro años de vida transcurrieron en una cómoda casa de dos plantas ubicada en lo que hoy se conoce como Bulevar Nikitski de Moscú. Esta residencia se conserva como museo y guarda casi todos los muebles y objetos personales del autor; incluyendo su escritorio, en el que trabajaba de pie y coronado con una imagen del poeta Pushkin, sus plumas y cuadros personales, donde sobresalen fotos de religiosos ortodoxos con quienes tuvo trato. También se exhibe su máscara mortuoria de yeso. Gógol falleció allí mismo en su alcoba, mentalmente muy enfermo y con un gran deterioro físico.
Existe una hipótesis donde se dice que Gógol tuvo un sueño letárgico, puesto a que después de exhumar sus restos, algunos testigos dicen que el esqueleto del escritor tuvo una posición antinatural en el ataúd. Esta hipótesis fue negada por el escultor de la máscara mortuoria de Gógol, Nikolái Ramazánov.

## Contexto

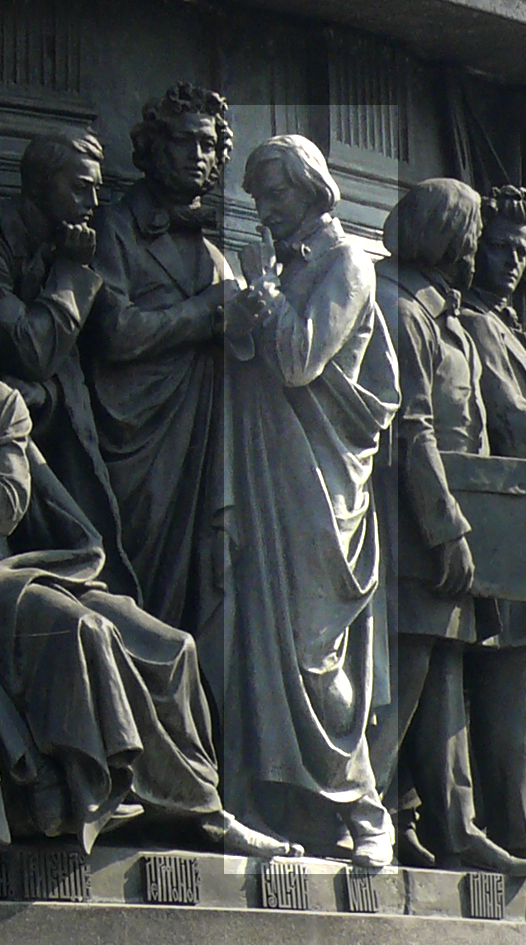
Gógol en el monumento del Milenario de Rusia.

La vida y las obras literarias de Gógol muestran el debate entre las tendencias prooccidental y eslavófila en la cultura rusa. Los reformistas liberales rusos interpretaron en un principio las historias de Gógol como sátiras de los aspectos negativos de la sociedad rusa. Sin embargo, al final de su vida, estos mismos reformistas lo veían como una figura reaccionaria y patética, perdida en el fanatismo religioso. Así, en su famosa Carta a Gógol, Visarión Belinski lo tachó de «predicador del látigo y apóstol del oscurantismo». 
Las Veladas en un caserío de Dikanka o Veladas de Dikanka, fue una colección de ocho relatos publicada entre 1831 y 1832, en la que recurrió a temas folclóricos derivados del teatro de marionetas y de la tradición oral fantástica, al igual que en su segunda colección de relatos, Mírgorod. Aunque se ha dicho que Gógol escribía con influencia del folclore como una representación nostálgica de Rusia, también se debe tener en cuenta que el autor era un escritor profesional y, por lo tanto, tuvo que publicar obras que tuvieran demanda en el mercado editorial. Dichos estilos y temáticas fueron progresivamente abandonadas por Gógol para explorar con mayor profundidad el "realismo fantástico" que se manifiesta con mayor notoriedad en Historias de San Petersburgo o Novelas cortas peterburguesas,  publicadas entre 1835 y 1852. 
Aunque está fuera de toda duda que en Almas muertas se refleja un ansia de reformar Rusia, no queda claro si las reformas sugeridas habrían de ser de tipo político o moral. La primera parte del libro muestra los errores cometidos por el protagonista, mientras que en la segunda, más confusa, se muestran las enmiendas a esos errores. 
El deseo de Gógol de una reforma moral de Rusia se hizo al final de su vida mucho más radical, como se ve en el fanatismo que impregna en algunas de sus cartas publicadas. Esta radicalización de su pensamiento lo llevó a la decisión de quemar el borrador de la segunda parte de Almas muertas, a la vez que su salud empeoraba rápidamente.
Gógol sigue la tradición literaria de E. T. A. Hoffmann, con un uso frecuente de lo fantástico. Además, las obras de Gógol muestran un excelente sentido del humor. Esta mezcla de humor con realismo social, elementos fantásticos, y formas de prosa no convencionales son la clave de su popularidad.
Gógol escribió en una época de censura política. Su uso de elementos fantásticos es, como en las fábulas de Esopo, una manera de burlar al censor.
Gógol tuvo un impacto enorme y permanente en la literatura rusa. La influencia de Gógol se aprecia en escritores como Yevgueni Zamiatin, Mijaíl Bulgákov o Andréi Siniavsky (Abram Terts).

## Legado
Gógol ha aparecido muchas veces en sellos postales rusos y soviéticos; también está bien representado en sellos de todo el mundo. Rusia y la URSS han emitido varias monedas conmemorativas. En 2009, el Banco Nacional de Ucrania emitió una moneda conmemorativa dedicada a Gógol. Se han bautizado calles con el nombre de Gógol en varias ciudades, como Moscú, Sofía, Lípetsk, Odesa, Mýrhorod, Krasnodar, Vladímir, Vladivostok, Penza, Petrozavodsk, Riga, Bratislava, Belgrado, Harbin y muchas otras ciudades.
Gógol aparece mencionado varias veces en las obras de Fiódor Dostoyevski Pobres gentes y Crimen y castigo, y en La gaviota de Chéjov.
Ryūnosuke Akutagawa consideraba a Gógol junto con Edgar Poe sus escritores favoritos.
La compositora nacida en la Unión Soviética, Lera Auerbach, dedicó su ópera Gogol (2010), en tres actos y un epílogo, al célebre escritor y a la cultura rusa, en general.

## Obras
- Getman (Incompleto, 1831)

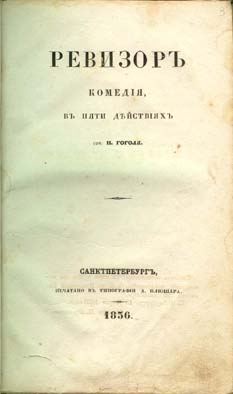
Portada de la primera edición de El inspector. 1836.

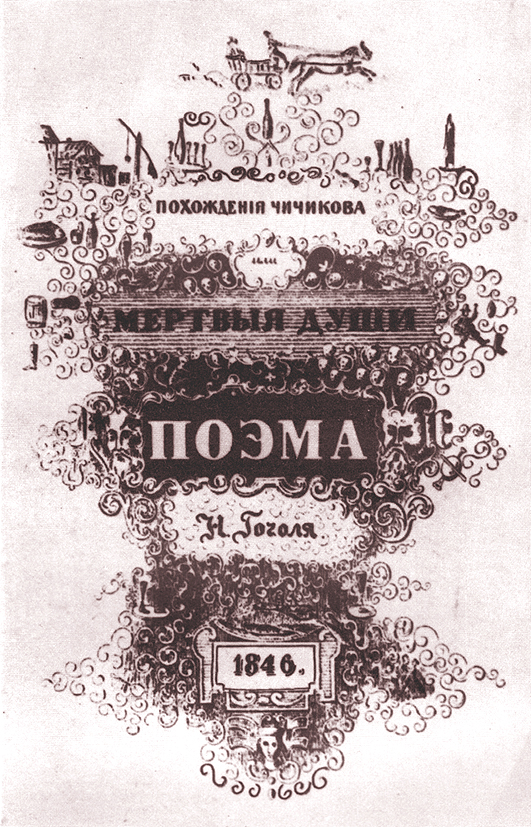
Portada de la segunda edición de Almas muertas. Poema. 1846.

- Veladas en un caserío de Dikanka o Veladas de Dikanka (ocho relatos, 1831-1832)
  - La feria de Soróchintsy
  - La noche en vísperas de San Juan[25]
  - La noche de mayo o la ahogada
  - La carta perdida
  - La Nochebuena
  - Terrible venganza
  - Iván Fiódorovich Shponka y su tía
  - El lugar embrujado
- Mírgorod (cuatro relatos, 1832-1834) 
  - "Terratenientes de antaño"
  - "Tarás Bulba"
  - "El viyi" o "Vi"
  - "Por qué se pelearon los dos Ivanes" o "Por qué discutieron Iván Ivánovich e Iván Nikíforovich".
- Historias de San Petersburgo o Novelas breves peterburguesas (cinco relatos, 1835-1842)
  - La avenida Nevski
  - El retrato
  - Diario de un loco
  - La nariz
  - El capote
- El inspector (1836)
- Almas muertas (1842)

## Adaptaciones

### Adaptaciones teatrales
- El diario de un loco fue realizada en teatro e interpretada durante 25 años por el actor mexicano Carlos Ancira hasta el día de su fallecimiento. Esta obra se estrenó en 1960 en el teatro Reforma dirigida por Alejandro Jodorowsky.

### Adaptaciones cinematográficas
- Adaptación de La carta desaparecida (Прoпавшая грамота): mediometraje de dibujos animados de 1945, producido por Soyuzmultfilm y dirigido por Lamis Bredis (Ламис Бредис), Valentina Brumberg (Валентина Брумберг, 1899-1975) y Zinaída Brumberg (Зинаида Брумберг, 1900-1983).
- La obra El Capote hace de base en el argumento de la película El buen nombre de Mira Nair en 2006.

### Adaptaciones operísticas.
- La nariz, ópera en tres actos de Dmitri Shostakóvich. Libreto: A. Preis, Ye. Zamiatin, G. Yunin, D. Shostakóvich, sobre el original homónimo de N. Gógol, 1927

### Obras traducidas en español y crítica literaria
- Gógol, Nicolás. El retrato — Buenos Aires : REI — 93 p.
- Gógol, Nikolai V., 1809-1852. Retrato y otros cuentos. — Buenos Aires: Espasa Calpe Argentina, 1949 — 153 p.
- Gógol, Nikolai V., 1809-1852. Cuentos Ucranianos — 2 ed. — Buenos Aires: Espasa Calpe Argentina, 1947 — 166 p.
- Gógol, Nikolai Vasilievich, 1809-1852. Las aventuras de Chíchikov o las almas muertas. — Madrid: M. Aguilar, 1946 — 619 p.
- Gógol, Nikolai: Almas muertas. Barcelona, Planeta, 1985. Traducción: José Laín Entralgo.
- Gógol, Nikolai: El capote y otros cuentos. Madrid, Espasa-Calpe, 1972. Traducción: Víctor Andresco.
- Gógol, Nikolai: Obras completas. Barcelona, Planeta, 1964. Traducción: José Laín Entralgo.
- Gógol, Nikolái: El inspector. Hondarribia, Editorial Hiru, 2005. Edición y trad.: Álvaro Guevara y Tatiana Likhacheva. - 207 p.
- Gógol, Nikolái V.: El inspector. El casamiento. Los jugadores. Barcelona, Alba, 2010. Traducción: Fernando Otero y José Ignacio López Fernández.
- Gógol, Nikolái: Cuentos completos (Madrid, Nevsky Prospects, 2015)
- Gógol, Nikolái. Tarás Bulba, Buenos Aires: Losada, 2011. Traducción, prólogo y notas: Alejandro Ariel González. ISBN: 9789500398039.